# Französische Invasion in Spanien

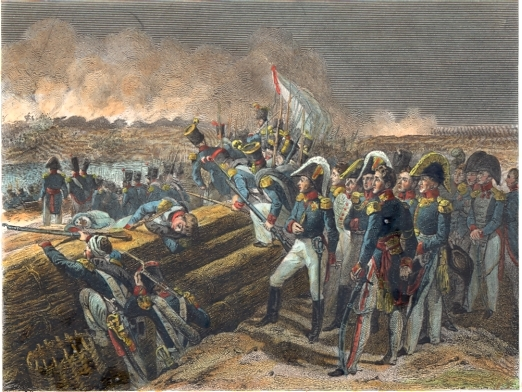
Belagerung des Fort Trocadero am 31. August 1823

Die Französische Invasion in Spanien bezeichnet eine französische militärische Intervention in Spanien im Jahr 1823 zur Niederschlagung der Spanischen Revolution mit dem Ziel, König Ferdinand VII. wieder an die Macht zu helfen.

## Vorgeschichte
Während des Spanischen Unabhängigkeitskriegs trat 1810 eine allgemeine Volksvertretung in Cádiz zusammen und verkündete 1812 die liberale Verfassung von Cádiz La Pepa, die allerdings zwei Jahre später unter Ferdinand VII. wieder abgeschafft wurde.
Im Januar 1820 entwickelte sich in Spanien aus einer Meuterei in Cádiz eine landesweite Revolte. Ihr Ziel war es, die liberale Verfassung von 1812 wieder in Kraft zu setzen. König Ferdinand VII. sah sich gezwungen, den Aufständischen unter der Führung von Oberstleutnant Rafael del Riego y Núñez nachzugeben. Am 10. März veröffentlichte er das Manifiesto del Rey a la Nación española (Manifest des Königs an die spanische Nation), in dem er die Spanier aufrief „…lasst uns eindeutig, und ich als erster, auf dem Weg der Verfassung vorwärtsschreiten…“. Er setzte die Verfassung und viele Gesetze, welche die Cortes von Cádiz beschlossen hatten, wieder in Kraft. Er ließ die Cortes einberufen und ließ eine Regierung aus liberalen Ministern bilden, die ehemalige Mitglieder der verfassunggebenden Versammlung von 1812 waren.
Diese Wendung in der spanischen Politik wurde von den Mitgliedern der Heiligen Allianz (Bündnis zwischen Russland, Österreich und Preußen, das 1818 um Frankreich erweitert worden war) als so unerhört empfunden, dass sie sich diese nur dadurch erklären konnten, dass sich der König in der Gefangenschaft oder mindestens in geistiger Gefangenschaft von Revolutionären befinden müsse. Diese Theorie wurde auch von einer spanischen Gegenregierung verbreitet, der Regencia de Urgel, die sich für die Wiedereinführung der absoluten Herrschaft Ferdinands VII. einsetzte. Daher beauftragte die Heilige Allianz Frankreich auf dem Veroneser Kongress 1822 mit einer militärischen Intervention in Spanien, um Ferdinand VII. zu befreien und seine absolutistische Herrschaft wiederherzustellen.

## Verlauf
Am 7. April 1823 überquerten französische Kräfte unter dem Befehl von Louis-Antoine de Bourbon, Herzog von Angoulême, dem Sohn des späteren Königs Karl X., die Pyrenäen. Unter den Franzosen war auch Karl Albert, Prinz von Carignano und nachmaliger König von Sardinien-Piemont. Die spanische Bezeichnung für diese französische Truppe ist Cien Mil Hijos de San Luis (‚Hunderttausend Söhne des heiligen Ludwig‘).
Der Herzog teilte seine Kräfte und ließ die Stadt San Sebastian belagern, während er seinen Angriff auf Madrid begann, das von revolutionären Kräften besetzt wurde. Am 23. Mai zog sich die revolutionäre Regierung aus Madrid zurück und floh nach Sevilla. Der militärische Befehlshaber von Madrid kapitulierte im Geheimen und floh nach Frankreich. Die nun führungslosen Truppen konnten die französische Armee nicht aufhalten. Die Stadt wurde eingenommen, und ein konservativer Royalist wurde bis zur Rückkehr Ferdinands VII. eingesetzt.
Die französische Armee zog weiter nach Süden, um die revolutionären Milizen unter Oberst Riego in Cádiz zu belagern. Dort wurde Ferdinand VII. auch von den Cortes Generales, dem spanischen Parlament, festgehalten. Nachdem am 31. August 1823 Riegos Milizen in der Schlacht von Trocadero bei der gleichnamigen Festung unterlagen, war für die französische Armee der Weg nach Cádiz frei. Am 23. September 1823 fiel Cádiz. Nach einer Ankündigung, die Revolutionäre freizulassen, wurde Ferdinand VII. freigelassen und wieder auf den spanischen Thron gesetzt.
Schon am 1. Oktober setzte Ferdinand VII. die versprochene Amnestie und weitere Gesetzesänderungen der vergangenen drei Jahre außer Kraft und befahl skrupellos schwere Vergeltungsmaßnahmen gegen die Revolutionäre. Als letzter Stützpunkt der Revolutionäre fiel am 9. November Alicante in die Hände der Franzosen.

## Folgen
Nachdem die Revolte niedergeschlagen war, regierte Ferdinand VII. noch bis zu seinem Tod 1833.
Er änderte das Erbrecht zugunsten seiner 1830 geborenen Tochter Isabella. Das führte nach seinem Tode am 29. September 1833 in Madrid zu mehreren Thronfolgekriegen, den Karlistenkriegen (siehe Carlismus), die von seinem Bruder Don Carlos verursacht wurden.
Außenpolitisch hatte die Kampagne große Auswirkungen. Großbritannien, das sich schon während des Veroneser Kongresses seiner Stimme enthielt, nahm diese Entwicklungen zum Anlass, sich von der Heiligen Allianz loszusagen und die von Spanien abgefallenen südamerikanischen Staaten anzuerkennen.
Auch der Ausrufung der Monroe-Doktrin gegen das Eingreifen europäischer Kräfte in Südamerika liegen diese Ereignisse teilweise zugrunde.